# Widener
Widener è un comune degli Stati Uniti d'America situato nella Contea di St. Francis nello Stato dell'Arkansas. Ha una popolazione di 315 abitanti (2006).
Widener è il luogo di nascita del chitarrista blues Luther Allison.